# Сулико (песня)
Сулико́ (груз. სულიკო) — грузинская лирическая песня, написанная Варинкой Церетели на слова Акакия Церетели. Часто ошибочно обозначалась как народная. Сулико — грузинское женское или мужское имя, происходящее от корня со значением «душа» («душенька»).

## Текст песни
| «Сулико» | «Сулико» |
| Стихотворение Акакия Церетели | Русский перевод Т. Сикорской |
| --- | --- |
| საყვარლის საფლავს ვეძებდი, ვერ ვნახე!.. დაკარგულიყო!.. გულამოსკვნილი ვტიროდი: «სადა ხარ, ჩემო სულიკო?!» ეკალში ვარდი შევნიშნე, ობლად რომ ამოსულიყო, გულის ფანცქალით ვკითხავდი: «შენ ხომ არა ხარ სულიკო?!» ნიშნად თანხმობის კოკობი შეირხა… თავი დახარა, ცვარ-მარგალიტი ციური დაბლა ცრემლებად დაჰყარა. სულგანაბული ბულბული ფოთლებში მიმალულიყო, მივეხმატკბილე ჩიტუნას: «შენ ხომ არა ხარ სულიკო?!» შეიფრთქიალა მგოსანმა, ყვავილს ნისკარტი შეახო, ჩაიკვნეს-ჩაიჭიკჭიკა, თითქოს სთქვა: «დიახ, დიახო!» დაგვქათქათებდა ვარსკვლავი, სხივები გადმოსულიყო, მას შევეკითხე შეფრქვევით: «შენ ხომ არა ხარ სულიყო?!» დასტური მომცა ციმციმით, სხივები გადმომაყარა და იმ დროს ყურში ჩურჩულით ნიავმაც ასე მახარა: "ეგ არის, რასაც ეძებდი, მორჩი და მოისვენეო! დღე დაიღამე აწ ტკბილად და ღამე გაითენეო! «სამად შექმნილა ის ერთი: ვარსკვლავად, ბულბულ, ვარდადო, თქვენ ერთანეთი რადგანაც ამ ქვეყნად შეგიყვარდათო». მენიშნა!.. აღარ დავეძებ საყვარლის კუბო-სამარეს, აღარც შევჩვი ქვეყანას, აღარ ვღვრი ცრემლებს მდუღარეს! ბულბულს ყურს ვუგდებ, ვარდს ვყნოსავ, ვარსკვლავს შევყურებ ლხენითა და, რასაცა ვგრძნობ მე იმ დროს, ვერ გამომითქვამს ენითა! ისევ გამეხსნა სიცოცხლე, დღემდე რომ მწარედ კრულ იყო, ახლა კი ვიცი, სადაც ხარ: სამგან გაქვს ბინა, სულიკო! | Я могилу милой искал, Сердце мне томила тоска, Сердцу без любви нелегко, Где ты? Отзовись, Сулико! Сердцу без любви нелегко, Где ты? Отзовись, Сулико! Увидал я розу в лесу, Что лила, как слёзы, росу. Ты ль так расцвела далеко, Милая моя Сулико? Ты ль так расцвела далеко, Милая моя Сулико? Над любимой розой своей Прятался в ветвях соловей. Я спросил, вздохнув глубоко: «Ты ли здесь, моя Сулико?» Я спросил, вздохнув глубоко: «Ты ли здесь, моя Сулико?» Клювом к лепесткам он прильнул, И, лесов будя тишину, Зазвенела трель соловья, Будто он сказал: «Это я». Зазвенела трель соловья, Будто он сказал: «Это я». |

## Переводы
Традиционный русский текст восходит к первому переводу на русский язык, выполненному Татьяной Сикорской. Этот перевод считается каноническим, имеет несколько слегка отличающихся вариантов, возникших в результате бытования текста как фольклорного. Известны  переводы на русский язык Наума Гребнева, Рахели Торпусман. Песня переведена также на  украинский, польский, английский, немецкий, китайский и другие языки.

## История песни
Стихотворение «Сулико», стилизованное под народную песню, было написано известным грузинским поэтом, просветителем и общественным деятелем Акакием Церетели в 1895 году и в том же году опубликовано в социал-демократическом еженедельном журнале «Квали» (კვალი в переводе с груз. — «Борозда»), выходившем в Тифлисе. Через некоторое время поэт попросил свою родственницу Варвару Спиридоновну (Варинку) Церетели (урожденную Мачавариани), жившую и творившую в городе Зестафони, сочинить для этого стихотворения музыку для пения под гитару.
Музыкально одарённая Варинка была и первым исполнителем песни — в 1898 году в Тифлисе, в доме известного писателя, журналиста и переводчика Иване Мачабели английская фирма «Фонограф» записала «Сулико» на грампластинку. В 1905 году «Сулико» впервые была исполнена в Кутаисском Народном театре.
Популярность песни в СССР началась с проведения в январе 1937 года Декады грузинской культуры в Москве, когда женский ансамбль под руководством Авксентия Мегрелидзе исполнил «грузинскую народную» песню «Сулико». Песня понравилась Сталину, и вскоре вышли первые грампластинки с записью песни. В большинстве случаев песня подавалась как народная, иногда упоминался автор стихов А. Церетели. Упоминание композитора Варинки Церетели стало появляться в 1980-е годы.
В 2006 году режиссёр Лиана Джакели снял получасовой документальный фильм «Sada Khar, Chemo Suliko?» («Где же ты, моя Сулико?»), рассказывающий об истории песни и её авторах.

## Исполнители
Песня исполнялась и записывалась множество раз. В СССР вышло более 25 пластинок с исполнением этой песни. Среди исполнителей «Сулико» были Валерия Барсова, Сёстры Ишхнели, Леонид Утёсов, ансамбль им. Александрова, Эрнст Буш, шоу-ансамбль «Интеграл» под упр. Бари Алибасова, «Циспери Трио», государственный ансамбль песни и танца Аджарии, ВИА «Орэра», группа «Балаган Лимитед», Нино Катамадзе, Тамара Гвердцители и Бедрос Киркоров, Белорусский народный хор (исполнял «Сулико» на эстонском языке), Максим Аверин и многие другие.